# بیبریش (ویسبادن)
بیبرایش (به آلمانی: Wiesbaden-Biebrich) یک منطقهٔ مسکونی در آلمان است که در ویسبادن واقع شده‌است. بیبرایش ۳۶٬۷۹۲ نفر جمعیت دارد.

## خواهرخوانده
شهرهای Glarus و گلرو خواهرخوانده‌های بیبرایش (ویسبادن) هستند.